# Čeněk Mužík
Čeněk Mužík (15. prosince 1906, Morašice u Litomyšle – 5. března 1988, Choceň) byl architekt, představitel československého funkcionalismu.

## Život
Narodil se 15. prosince 1906 v Morašicích u Litomyšle, vyrůstal však v Chocni, kde také navštěvoval místní základní školu. Po vyučení pokračoval ve studiu na průmyslové škole stavební v Jaroměři. Díky doporučením zednického mistra Františka Tošovského a architektů Josefa Bednáře a Karla Řepy, u kterých byl na praxi, pokračoval ve studiu architektury na Státní uměleckoprůmyslové škole v Praze do roku 1935. Po studiu se stal praktikantem u architektů Bedřicha Feuersteina, Josefa Karla Říhy, Karla Honzíka a Josefa Havlíčka, kde jeho tvorbu ovlivnila avantgardní architektura a funkcionalismus. V roce 1936 zakládá vlastní architektonický ateliér a zároveň začíná realizovat nové stavby ve východních Čechách 
V roce 1932 se oženil s Růženou Novákovou a společně se přestěhovali do Chocně, kde vychovali 4 děti.
Jeho architektonický ateliér fungoval až do roku 1948, kdy byl znárodněn a stalo se z něj samostatné středisko nově zřízeného Stavoprojektu, které nadále vedl až do odchodu do důchodu v 63 letech, kdy i nadále pokračoval v činnosti a navrhoval rodinné domy v Chocni a jeho okolí.

### Práce
Jeho stavby jsou ve východočeském regionu, kde realizoval více než 60 různých projektů, z nichž značnou část v Chocni . Projekty však realizoval i v dalších lokalitách východních Čech, jako Polici nad Metují (divadlo čp. 151 a budova jeslí čp. 191), Hradci Králové (továrna Jitřenka čp. 956/13), nebo Hrochově Týnci, kde vyprojektoval budovu radnice (čp. 956/13). Projekty doplňoval i návrhy interiéru. Mužík se po roce 1948 také podílel na přípravě typových projektů pro stavbu základních škol, národních výborů a požárních stanic. Podílel se také na projektování výstavby v Litomyšli (např. sídliště Vertex). 

#### Díla v Chocni
Mužík pro Choceň zpracoval mnoho zakázek, mezi nejvýznamnější patří Veřejná obchodní škola v Chocni, nájemní domy Na Herzánce (1930), rodinné domy v Chocni - v Krawcově ulici, na Záměstí, Fügnerově ulici, přestavba lázní (bývalé sokolovny) pro Sbor. Čs. církve (1935), domov důchodců v Chocni (1932-38), hasičský dům v Chocni (1936), Staňkovo sanatorium (1940), zakázky pro místní továrníky a v neposlední řadě Urnový háj (1933).

#### Inspirace
Ne všechna díla Čeňka Mužíka byla originálním dílem autora. V publikaci Jiřího Hilmery „Česká divadelní architektura“ je zmínka: „V Polici nad Metují zbudovali divadlo v letech 1939 – 40 podle plánů Čeňka Mužíka, v mírně zmenšeném měřítku takřka doslovně kopírujících Roškotovo divadlo v Ústí nad Orlicí.“ 